# Zabezpieczenie biometryczne

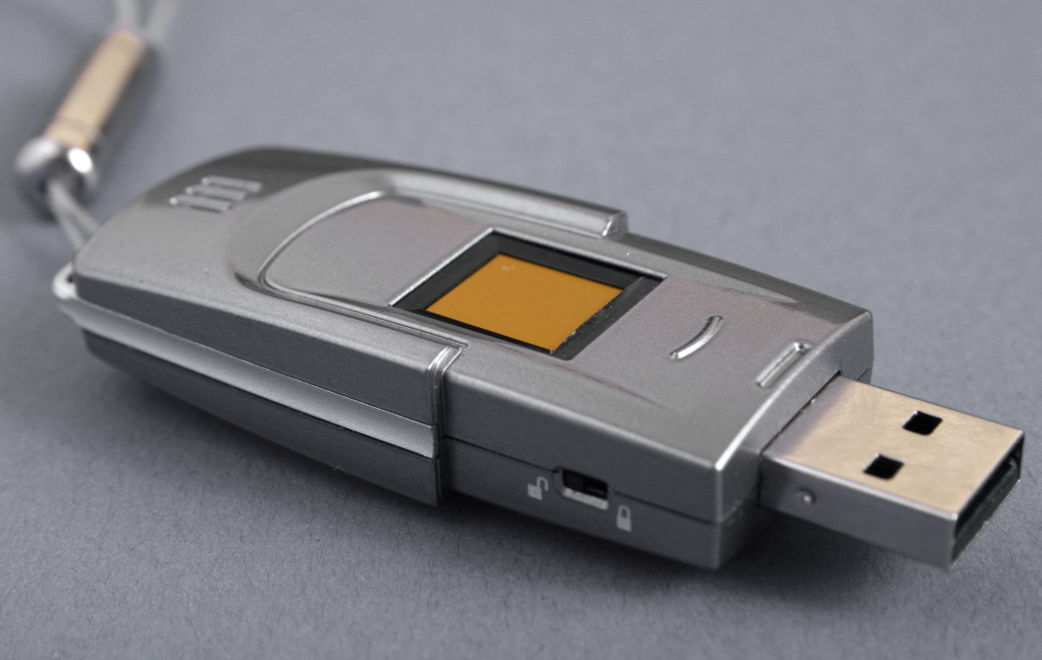
Pamięć USB z czytnikiem linii papilarnych

Zabezpieczenie biometryczne – rodzaj zabezpieczenia opartego na danych biometrycznych: wizerunku twarzy, zapisu linii papilarnych palców, zapisu obrazu tęczówki. Zabezpieczenie ma na celu eliminację fałszerstw lub stanowi kod dostępu. Zabezpieczenie biometryczne jako zabezpieczenie druku stosowane jest w dokumentach niektórych krajów, np. na zezwoleniach na pobyt, w paszportach.
Obecnie najpopularniejsze techniki biometryczne można podzielić na następujące grupy:
- systemy rozpoznające na podstawie układu linii papilarnych
- systemy rozpoznające na podstawie geometrii dłoni
- systemy rozpoznające na podstawie brzmienia głosu
- systemy rozpoznające na podstawie obrazu tęczówki oka.
- systemy rozpoznające na podstawie unikalnego układu naczyń krwionośnych dłoni
- systemy rozpoznające na podstawie geometrii twarzy

Linie papilarne: w przypadku kontroli dostępu weryfikacja musi się odbywać bardzo szybko i z dużą dokładnością. Służą do tego czytniki linii papilarnych.
Urządzenia takie wyposażone są w odpowiednie pole skanujące, do którego należy przyłożyć opuszkę dowolnego palca prawej lub lewej dłoni. System sprawdza linie papilarne, bada układ punktów charakterystycznych i innych cech identyfikujących palec.
Stosowane mogą tu być dwa rozwiązania: identyfikacja jest dokonywana w samym czytniku (jest to wtedy urządzenie dość złożone) albo (częściej) w połączonym z nim komputerze PC.
Geometria dłoni. Czytniki geometrii dłoni wykonują trójwymiarowe zdjęcie dłoni, rejestrując długość, szerokość, grubość czterech palców oraz wielkość obszarów pomiędzy kostkami. Łącznie wykonywanych jest ponad 90 pomiarów różnych cech charakterystycznych dłoni. Wynik tych pomiarów jest przechowywany w pamięci urządzenia w formie 9-bajtowego wzorca, co w teorii daje ponad 4 tryliardy możliwych kombinacji. Identyfikator ten jest praktycznie unikatowy dla każdego człowieka.
Rozpoznawanie głosu. Za pomocą urządzeń rejestrujących nagrania audio niektóre aplikacje są w stanie spreparować oraz oczyścić niemal każdą próbkę dźwięku.
Rozpoznawanie tęczówki oka. Obecne systemy rozpoznawania tęczówki wykonują ogólny przegląd rysów twarzy w celu zlokalizowania oczu, specjalna kamera wykonuje zdjęcie tęczówki o bardzo wysokiej rozdzielczości.
Systemy są odporne na przypadkowe i celowe ruchy głowy, mrugnięcie czy przymknięcie powieki.
W kolejnym kroku system ze zrobionego zdjęcia przygotowuje kod zawierający skrócony opis punktów charakterystycznych. W zaawansowanych systemach taki kod jest następnie szyfrowany i porównywany z zaszyfrowanym kodem oryginału zapisanym w bazie systemu.
Obecnie jeszcze większość produkowanych komercyjne urządzeń biometrycznych nie zapewnia zadowalającego poziomu bezpieczeństwa.
Biometria układu naczyń krwionośnych dłoni. System uwierzytelniania polega na porównaniu zapisanego wzorca układu naczyń krwionośnych dłoni, unikalnego dla każdego człowieka do wzoru naczyń krwionośnych dłoni zbliżonej do czytnika. Krew musi płynąć przez skanowane bliską podczerwienią naczynia krwionośne. Wspomniany wzorzec może być zapisany w centralnej bazie danych, ale również np. w urządzeniu weryfikującym, na smartfonie czy na zwykłej karcie magnetycznej, co pozwala uniknąć problemów w przypadku prawnych wątpliwości co do możliwości zastosowania tej metody weryfikacji biometrycznej. Ponieważ zapis wzorca jest dwukrotnie szyfrowany, nie jest możliwe jego nieuprawnione użycie. Możliwość błędnej autoryzacji osoby nieuprawnionej szacowana jest na 1 : 10 000 000. Inne systemy autoryzacji biometrycznej mają gorszy wskaźnik FAR (False Acceptance Rate).
System jest coraz szerzej stosowany na świecie, m.in. w systemach kontroli fizycznej do budynków, logicznej – do systemów komputerowych, dostępów do masowych obiektów sportowych, czy do weryfikacji tożsamości osób uprawnionych do wykonywania operacji bankowych przez bankomaty. System jest opatentowany przez jedną z japońskich firm technologicznych. Więcej w sieci pod nazwą PalmSecure.
Geometria twarzy. Elementem pobierającym próbki jest aparat fotograficzny lub kamera, a z uzyskanego w ten sposób obrazu tworzony jest wzór matematyczny opisujący geometrię badanej twarzy. Dąży się do tego, aby w procesie tworzenia wzorca wybrać cechy niezmienne (np. wielkość oczu) tak, aby móc go wykorzystywać w zmieniających się warunkach (np. zmiana uczesania). W przypadku tego typu metod identyfikacja użytkownika może napotkać na problemy przy niewłaściwym kącie nachylenia głowy, ale też zbyt słabym oświetleniu. Wygląd twarzy można też skopiować stosując techniki znane charakteryzatorom. 

## Stosowanie technologii biometrycznych w przedsiębiorstwach
Obecnie zabezpieczenia biometryczne prywatnego smartfona czy laptopa sprawdzają się dużo płynniej niż tekstowe czy cyfrowe hasła (z uwagi na to, iż nie są zbyt złożone). W przypadku szczególnie wrażliwych danych firmowych czy znaczenia konkretnych pomieszczeń, do których dostęp powinien być ograniczony, najlepszą metodą jest wykorzystanie licznych technologii biometrycznych, dodatkowo wspieranych hasłami dostępu.